# Fusillade du lycée d'Oxford
La fusillade du lycée d'Oxford est survenue le 30 novembre 2021 lorsqu'un étudiant armé, Ethan Crumbley, a ouvert le feu sur des élèves de l'Oxford High School dans la banlieue de Détroit, dans le Michigan, aux États-Unis, tuant trois personnes, Hana St. Juliana, Tate Myre et Madysin Baldwin, sur le coup et en blessant six autres, dont un professeur. Une quatrième personne, Justin Shilling, décède des suites de ses blessures. Le tireur, Ethan Crumbley, est un étudiant de deuxième année de 15 ans qui a été placé en garde à vue,,,.

## Déroulement et sentence
Selon les élèves, Tate Myre a été tué en essayant de désarmer et calmer le tueur. Une pétition est en cours pour donner son nom à un terrain de football.
Selon plusieurs élèves et parents, plusieurs rumeurs circulaient à propos d'Ethan Crumbley. Il menaçait de tuer des élèves et affirmait vouloir tirer sur des étudiants. Les autorités de l’école n'avaient réussi à rencontrer les parents d’Ethan que deux fois. De plus, il publiait des photos étranges et inquiétantes sur ses réseaux sociaux.
Quatre jours avant le drame, les parents d’Ethan lui avaient acheté une arme à feu, qu'il utilisera pendant l’attaque de l’école. De nombreuses personnes ont réclamé que les parents soient également jugés pour ce manque de responsabilité.
Le lendemain de la tuerie, les parents semblent avoir tenté de fuir vers le Canada mais ont été arrêtés à Détroit. Inculpés pour homicide involontaire, ils sont détenus dans l'attente de leur procès.
L’enquête laisse entrevoir le tueur, Ethan Crumbley, comme un adolescent délaissé par ses parents, souffrant de problèmes mentaux et ayant manifesté de fréquents signes d'appels à l'aide. L'expertise psychologique souligne notamment qu'il souffre de psychose.
Dans sa chambre, la police a retrouvé une tête d’oiseau mort sous verre, provenant du temps où il aimait tuer et se filmer faisant mourir les volatiles, et un journal dans lequel il exposait son projet de massacre au lycée : « Je veux de l’aide, mais mes parents ne m’écoutent pas. » « Je ne reçois aucune aide pour mes problèmes mentaux, et je vais tirer sur cette putain d’école. » « J’espère que ma fusillade entraînera une destitution de Biden. » « La première victime doit être une jolie fille pleine d’avenir. Comme ça, elle souffrira comme moi. Je vais tuer tous ceux que je vois. »
Le 8 décembre 2023, âgé de 17 ans, Ethan Crumbley se voit refusé d'être accordé un statut de délinquant juvénile, qui l'aurait avantagé au niveau pénal, et il est condamné à la prison à vie sans possibilité de libération conditionnelle.
Le 9 avril 2024, dû à leur négligence criminelle en lui ayant volontairement fourni un fusil même s'ils connaissaient sa dangerosité et ses problèmes psychiques, ses parents, Jennifer et James Crumbley, sont condamnés à 15 ans de prison avec la possibilité d'une libération conditionnelle après avoir purgé au préalable 10 ans de détention.